# Petar Vitanov (político)
Peter Bojkov Vitanov (búlgaro: Петър Бойков Витанов, Pet'r Bojkov Vitanov, nascido em 18 de abril de 1982) é um político búlgaro eleito membro do Parlamento Europeu em 2019.